# Formule de Steiner-Minkowski
Pour les articles homonymes, voir Steiner et Minkowski.
En géométrie, les formules de Steiner-Minkowski sont des relations traitant d'un compact C d'un espace euclidien E. On ajoute en général une condition supplémentaire sur le compact, indiquant qu'il est soit convexe, soit de frontière homéomorphe à la sphère et paramétrable par une fonction de classe C2 de la sphère dans l'espace euclidien.
La première formule indique que la frontière du compact est mesurable et que sa mesure est égale à la dérivée en 0 de la fonction de R+ dans lui-même, qui à un scalaire ε associe le volume de C + εB. Ici, R+ désigne l'ensemble des nombres réels positif, B la boule unité et le signe + la somme de Minkowski. La mesure utilisée est celle de Lebesgue.
La deuxième formule indique que la mesure du volume de C + εB s'exprime comme un polynôme de degré la dimension de E, si ε est suffisamment petit.
La mesure de la frontière utilisée correspond au contenu n – 1 dimensionnel de Minkowski. Dans le cas où la frontière est paramétrable par une fonction de classe C2, le contenu se confond avec la définition usuelle, c'est-à-dire celle obtenue avec la forme volume canonique. Dans le cas de la dimension 2, ce contenu, dans le cas où la frontière est convexe, se confond avec la longueur de l'arc qu'est la frontière, au sens de Jordan.
Les formules de Steiner-Minkowski sont utilisées conjointement avec le théorème de Brunn-Minkowski, pour prouver le théorème isopérimétrique. Elles ont été ainsi nommées en l'honneur des mathématiciens lituanien Hermann Minkowski et suisse Jakob Steiner.

## Contenu de Minkowski
Une des difficultés de la première formule de Steiner-Minkowski, sous sa forme générale, est le sens à donner au mot mesure de la frontière. Comme le montre l'article longueur d'un arc, il existe différentes manières de définir cette mesure.
En dimension 2, si la frontière est le support d'un arc paramétré (I, f) injectif presque partout et de classe C1, une première définition de la mesure mf de cette frontière est la suivante :
Cette définition se généralise bien, en dimension finie quelconque, si la frontière est l'ensemble d'arrivée d'un homéomorphisme φ de classe C1 de la sphère Sn – 1. La mesure de la frontière s'exprime comme l'intégrale sur la sphère de la valeur absolue déterminant jacobien de la fonction  φ :
Dans le cas d'un convexe compact d'un espace dimension 2, la frontière est toujours le support d'un arc paramétrée injectif presque partout. En revanche, cet arc n'est pas nécessairement de classe C1. Ceci n'est guère gênant, la définition de Jordan donne un sens à la longueur de l'arc, correspondant à une mesure 1 dimensionnel dans un espace de dimension 2. Dans le cas d'une dimension quelconque, la définition de Jordan ne se généralise pas (cf l'article Longueur d'un arc). Une autre définition prend le relai, celle du contenu n-1 dimensionnel de Minkowski.
- Le contenu p-dimensionnel de Minkowski d'un ensemble K d'un espace euclidien de dimension n, si p est un entier plus petit que n est la limite {\displaystyle C_{p,K}}, si elle existe, définie par :

Ici, μ désigne la mesure de Lebesgue, {\displaystyle B} la boule unité et {\displaystyle B_{n-p}} la boule unité d'un espace de dimension {\displaystyle n-p}.
Cette définition est bien cohérente avec les deux précédentes :
- Soit {\displaystyle C} un convexe compact de {\displaystyle E}, un espace vectoriel de dimension {\displaystyle n}. Si la frontière {\displaystyle F} de {\displaystyle C} est l'ensemble d'arrivée d'un homéomorphisme φ de classe {\displaystyle C_{1}} de la sphère {\displaystyle S^{n-1}}, le contenu {\displaystyle (n-1)}-dimensionnel de Minkowski {\displaystyle C_{n-1,F}} de {\displaystyle F} vérifie l'égalité :

- Soit {\displaystyle C} un convexe compact de {\displaystyle E}, un espace vectoriel de dimension 2. Si la frontière {\displaystyle F} de {\displaystyle C} est le support de l'ensemble d'arrivée d'un lacet simple, le contenu 1-dimensionnel de Minkowski de {\displaystyle C_{1,F}} de {\displaystyle F} est égal à la longueur du lacet simple au sens de Jordan.

Un lacet ([a, b], f) est un arc paramétré sur un segment [a, b] tel que l'image de a soit égal à l'image de b par f. Le lacet est dit simple si la restriction de f à [a, b] est injective.

## Dimension 2

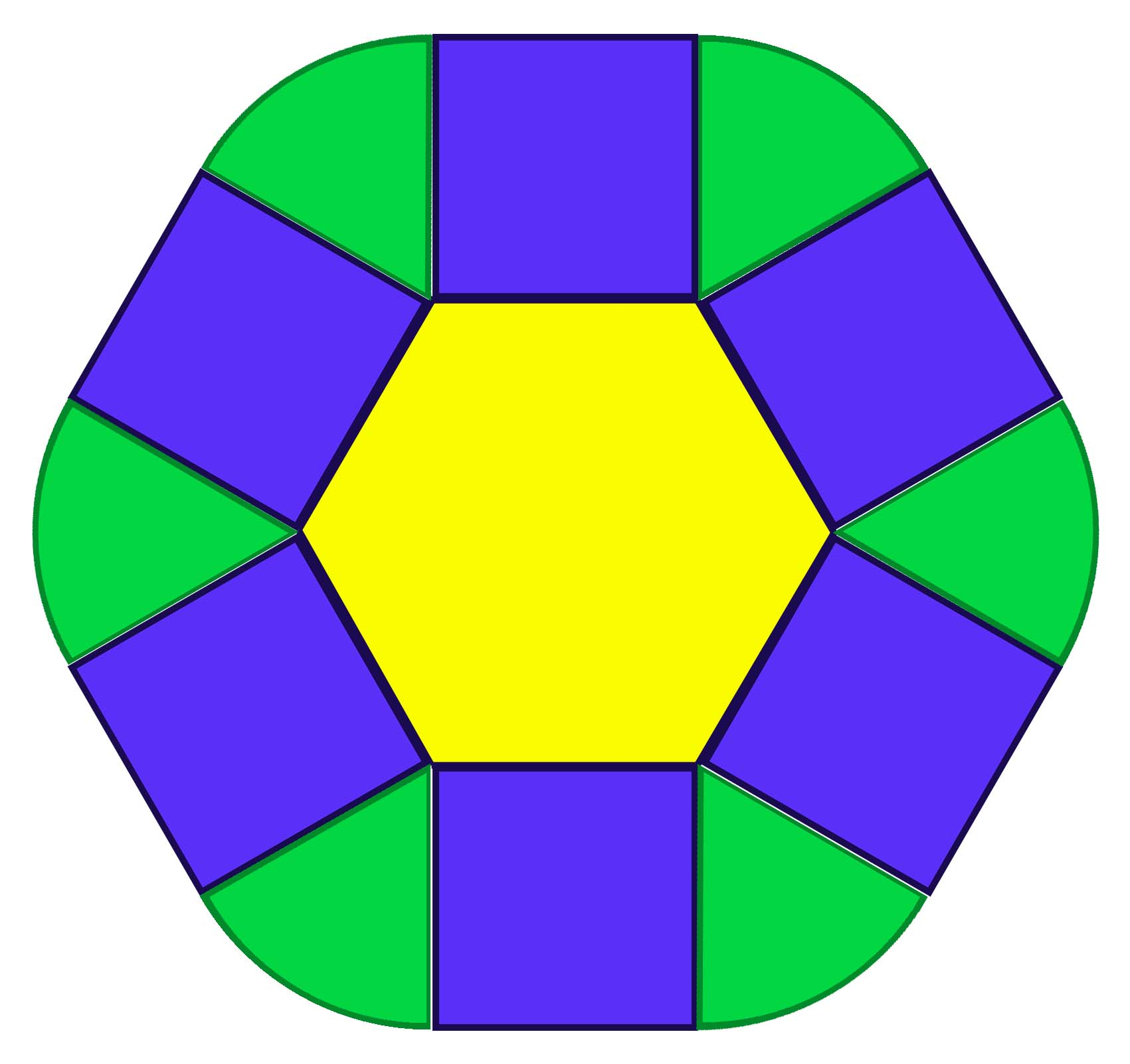
Pour un polygone convexe, les formules de Steiner-Minkowski sont presque évidentes.

Dans ce paragraphe, K désigne un compact non vide de E, un espace euclidien de dimension 2 et μ la mesure de Lebesgue de E. En dimension 2, les preuves sont plus aisées. La première formule de Steiner-Minkowski s'énonce ainsi :
- Si K est convexe ou si sa frontière est le support d'un lacet simple de Jordan, la mesure de K + εB s'exprime comme un polynôme de degré 2 en ε. Ici ε désigne un nombre réel positif suffisamment petit :

Dans le cas où K désigne un convexe, la valeur positive ε peut être choisie quelconque. La deuxième formule de Minkowski donne une expression du périmètre de K :
- Si K est convexe ou si sa frontière est le support d'un lacet simple de Jordan, la frontière de K est le support d'un arc rectifiable au sens de Jordan et si {\displaystyle \scriptstyle L(\partial K)} désigne la longueur de la frontière de K :

La deuxième formule de Minkowski indique que le coefficient p de la première formule est égal au périmètre de K. Dans le cas d'un convexe, le coefficient q est égal à π. Si la frontière est un lacet simple, on trouve une démonstration au paragraphe Formalisme de l'article Longueur d'un arc.

## Énoncé de la formule
Soit {\displaystyle n\geq 2}, et {\displaystyle A\subsetneq \mathbb {R} ^{n}} un ensemble compact. Soit {\displaystyle \mu (A)} la mesure de Lebesgue (volume) de {\displaystyle A}. On définit la quantité {\displaystyle \lambda (\partial A)} par la formule suivante (formule de Minkowski-Steiner):
{\displaystyle \lambda (\partial A):=\liminf _{\delta \to 0}{\frac {\mu \left(A+{\overline {B_{\delta }}}\right)-\mu (A)}{\delta }},}
avec
{\displaystyle {\overline {B_{\delta }}}:=\left\{x=(x_{1},\dots ,x_{n})\in \mathbb {R} ^{n}\left||x|:={\sqrt {x_{1}^{2}+\dots +x_{n}^{2}}}\leq \delta \right.\right\}}
désignant la boule fermée de rayon {\displaystyle \delta >0}, et
{\displaystyle A+{\overline {B_{\delta }}}:=\left\{a+b\in \mathbb {R} ^{n}\left|a\in A,b\in {\overline {B_{\delta }}}\right.\right\}}
est la somme de Minkowski de {\displaystyle A} et {\displaystyle {\overline {B_{\delta }}}}, d'où
{\displaystyle A+{\overline {B_{\delta }}}=\left\{x\in \mathbb {R} ^{n}\left||x-a|\leq \delta {\mbox{ pour }}a\in A\right.\right\}.}

## Remarques

### Mesure de la surface
Pour un ensemble "suffisamment irrégulier" {\displaystyle A}, la quantité {\displaystyle \lambda (\partial A)} ne correspond pas nécessairement à la mesure {\displaystyle (n-1)}-dimensionnelle du bord {\displaystyle \partial A} de {\displaystyle A}. Voir Federer (1969) pour un traitement complet de ce problème.

### Ensembles convexes
Quand l'ensemble {\displaystyle A} est convexe, la limite inférieure ci-dessus est une vraie limite et on peut montrer
{\displaystyle \mu \left(A+{\overline {B_{\delta }}}\right)=\mu (A)+\lambda (\partial A)\delta +\sum _{i=2}^{n-1}\lambda _{i}(A)\delta ^{i}+\omega _{n}\delta ^{n},}
où {\displaystyle \lambda _{i}} est une fonction continue sur {\displaystyle A} et {\displaystyle \omega _{n}} désigne la mesure (ou volume) de la boulé unité de {\displaystyle \mathbb {R} ^{n}}:
{\displaystyle \omega _{n}={\frac {2\pi ^{n/2}}{n\Gamma (n/2)}},}
avec {\displaystyle \Gamma } désignant la fonction gamma.

## Exemple: volume et surface d'une boule
Prenons {\displaystyle A={\overline {B_{R}}}} qui donne la formule de l'aire de la sphère de rayon {\displaystyle R}, {\displaystyle S_{R}:=\partial B_{R}}:
{\displaystyle \lambda (S_{R})=\lim _{\delta \to 0}{\frac {\mu \left({\overline {B_{R}}}+{\overline {B_{\delta }}}\right)-\mu \left({\overline {B_{R}}}\right)}{\delta }}}
{\displaystyle =\lim _{\delta \to 0}{\frac {[(R+\delta )^{n}-R^{n}]\omega _{n}}{\delta }}}
{\displaystyle =nR^{n-1}\omega _{n},}
avec {\displaystyle \omega _{n}} défini ci-dessus.

## Sources
- (en) Cet article est partiellement ou en totalité issu de l’article de Wikipédia en anglais intitulé « Minkowski-Steiner formula » (voir la liste des auteurs).
- (en) Bernard Dacorogna, Introduction to the Calculus of Variations, Londres, Imperial College Press, 2004, 228 p., poche (ISBN 978-1-86094-508-3, LCCN 2004056946, lire en ligne)
- (en) Herbert Federer, Geometric Measure Theory, New-York, Springer-Verlag, 1969